# Морріс Лукович
Морріс Лукович (англ. Morris Lukowich, нар. 1 червня 1956, Саскатун) — канадський хокеїст, що грав на позиції лівого нападника. Грав за збірну команду Канади.

## Ігрова кар'єра
Професійну хокейну кар'єру розпочав 1976 року.
1976 року був обраний на драфті НХЛ під 47-м загальним номером командою «Піттсбург Пінгвінс».
Протягом професійної клубної ігрової кар'єри, що тривала 12 років, захищав кольори команд «Х'юстон Аерос», «Вінніпег Джетс», «Вінніпег Джетс», «Бостон Брюїнс» та «Лос-Анджелес Кінгс».
Виступав за збірну Канади.

## Нагороди та досягнення
- Учасник матчу усіх зірок НХЛ — 1981, 1982.

## Статистика
| Ліга | Регулярний сезон | Регулярний сезон | Регулярний сезон | Регулярний сезон | Регулярний сезон | Плей-оф | Плей-оф | Плей-оф | Плей-оф | Плей-оф |
|      | І                | Г                | П                | О                | ШХ               | І       | Г       | П       | О       | ШХ      |
| НХЛ  | 582              | 199              | 219              | 418              | 584              | 11      | 0       | 2       | 2       | 24      |
| ВХА  | 228              | 132              | 87               | 219              | 317              | 27      | 15      | 13      | 28      | 57      |
| ---- | ---------------- | ---------------- | ---------------- | ---------------- | ---------------- | ------- | ------- | ------- | ------- | ------- |